# Operation Shadow
Operation Shadow est un jeu vidéo de tir à la troisième personne développé par Torus Games et édité par Nokia, sorti en 2004 sur N-Gage.

## Histoire
Les conflits entre factions dans la région autour du pays d'origine de Solano, les Arawas, se sont intensifiés au cours de la dernière décennie. Dans le contexte politique instable provoqué par la déstabilisation de l'économie mondiale et la désintégration des principaux groupes politiques, des organisations extrémistes ont prospéré. L'équipe Shadow a été créée pour empêcher les pires de ces régimes de menacer davantage la sécurité mondiale.

## Accueil
- Jeuxvideo.com : 8/20[2]